# Dolina Kluczwody
Dolina Kluczwody, nazywana również Doliną Wierzchówki – dolina pomiędzy wsią Wierzchowie a Bolechowicami i Wielką Wsią na Wyżynie Olkuskiej. Rozciąga się na długości ok. 6 km. Przepływa przez nią potok Kluczwoda, uchodzący do Rudawy. Jest jedną z 8 dolin wchodzących w skład Parku Krajobrazowego Dolinki Krakowskie.
W górnej części Kluczwody, koło wsi Wierzchowie, znajdują się największe na terenie Jury Krakowsko-Częstochowskiej jaskinie: Jaskinia Wierzchowska Górna i Mamutowa. Wierzchowska jest obecnie najdłuższą udostępnioną do zwiedzania jaskinią na Jurze. Jaskinia Mamutowa jest odwiedzana przez wspinaczy z powodu nagromadzenia dróg wspinaczkowych o trudności dochodzącej do VI.8.
Na wschodnim zboczu, pomiędzy drogą z Białego Kościoła do Zelkowa a Zamkową Skałą, wznoszą się Mączne Skały, z których można podziwiać rozległą panoramę górnego odcinka doliny. Oprócz nich do najbardziej interesujących należą: Zamkowa Skała (zwana też Zamczyskiem) z ruinami zamku, Rogata Turnia, Szeroka Skała, Przecięta Skała, Turnia Potockiego, Przedroślę, Leśna Baszta, Gackowa Baszta i Skała nad Źródłem. Na szczycie Skały Zamczysko widoczne są pozostałości zamku rycerskiego z początku XIV wieku, ponad polanką z przepływającym potokiem. Dolna część doliny jest porośnięta lasem.
Poniżej Mącznych Skał znajduje się leśny rezerwat przyrody Dolina Kluczwody, ochraniający głównie las grądowy, buczynę karpacką, lilię złotogłów oraz krajobraz. Zajmuje powierzchnię ok. 35 ha.
W dolinie znajduje się tu kilkuarowe, reliktowe stanowisko ciepłolubnej buczyny naskalnej (Carici-Fagetum) zwane też buczyną storczykową.
W wilgotnej części doliny zachowały się nieduże płaty wielogatunkowych łęgów. Wśród 500 gatunków roślin można zaobserwować 130 gatunków kserotermicznych. Zarejstrowano 17 roślin ściśle chronionych oraz 8 podlegających ochronie częściowej.
Wzdłuż płynącego doliną potoku w czasie zaborów przebiegała granica austriacko–rosyjska. Przy wejściu do górnego końca doliny ustawiono po obu stronach zrekonstruowane słupy graniczne.

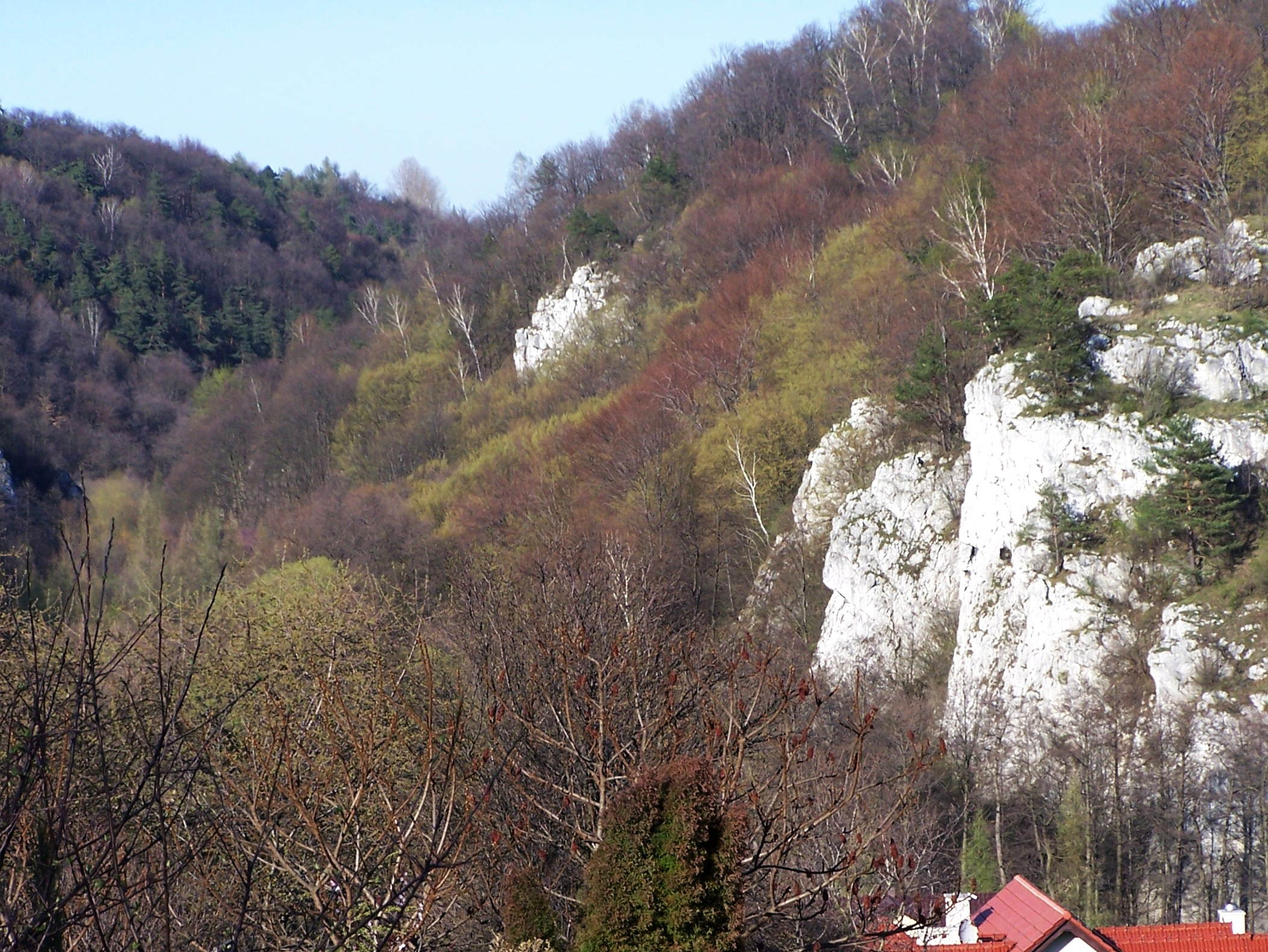
Wylot doliny
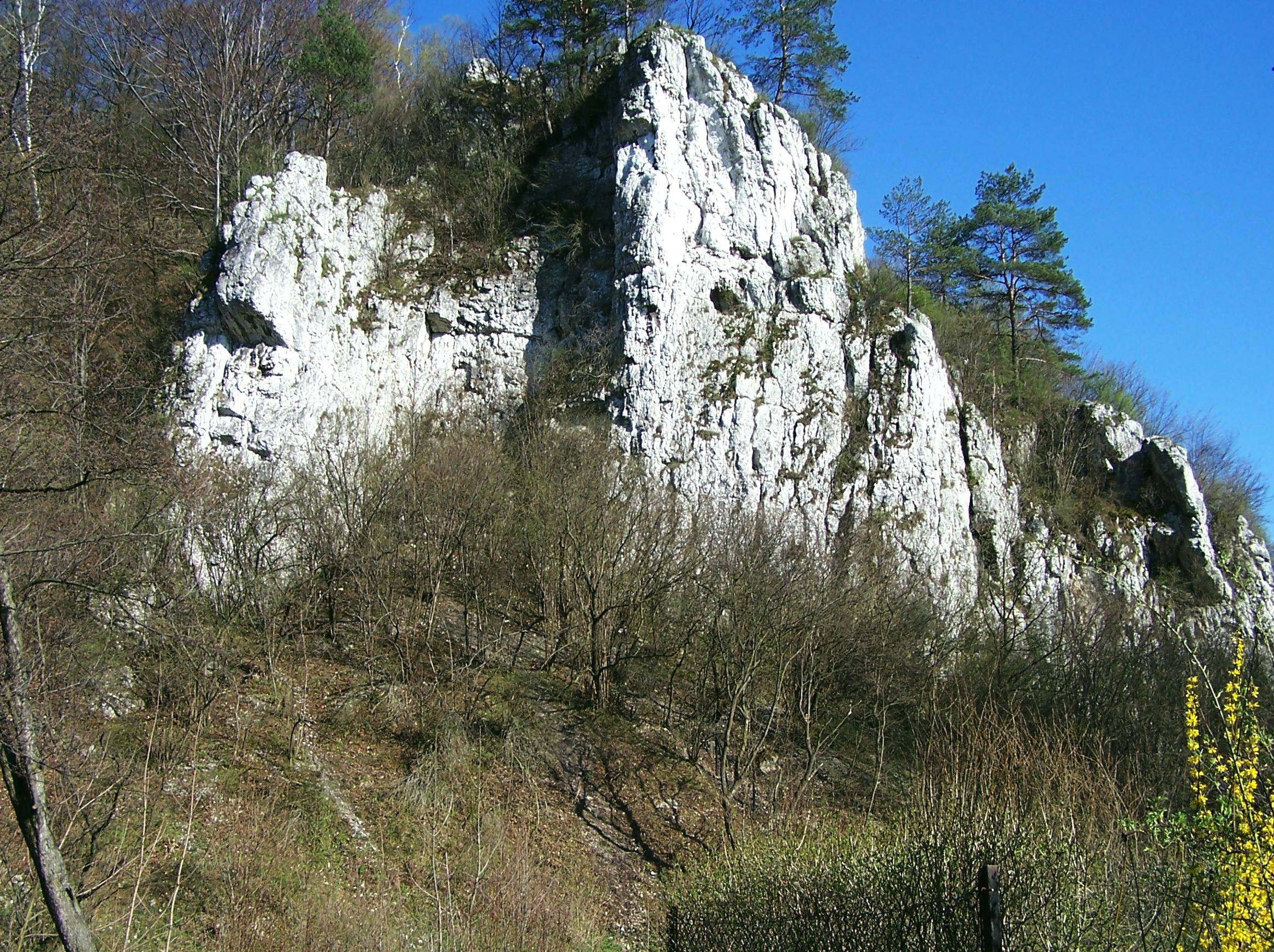
Gackowa Baszta
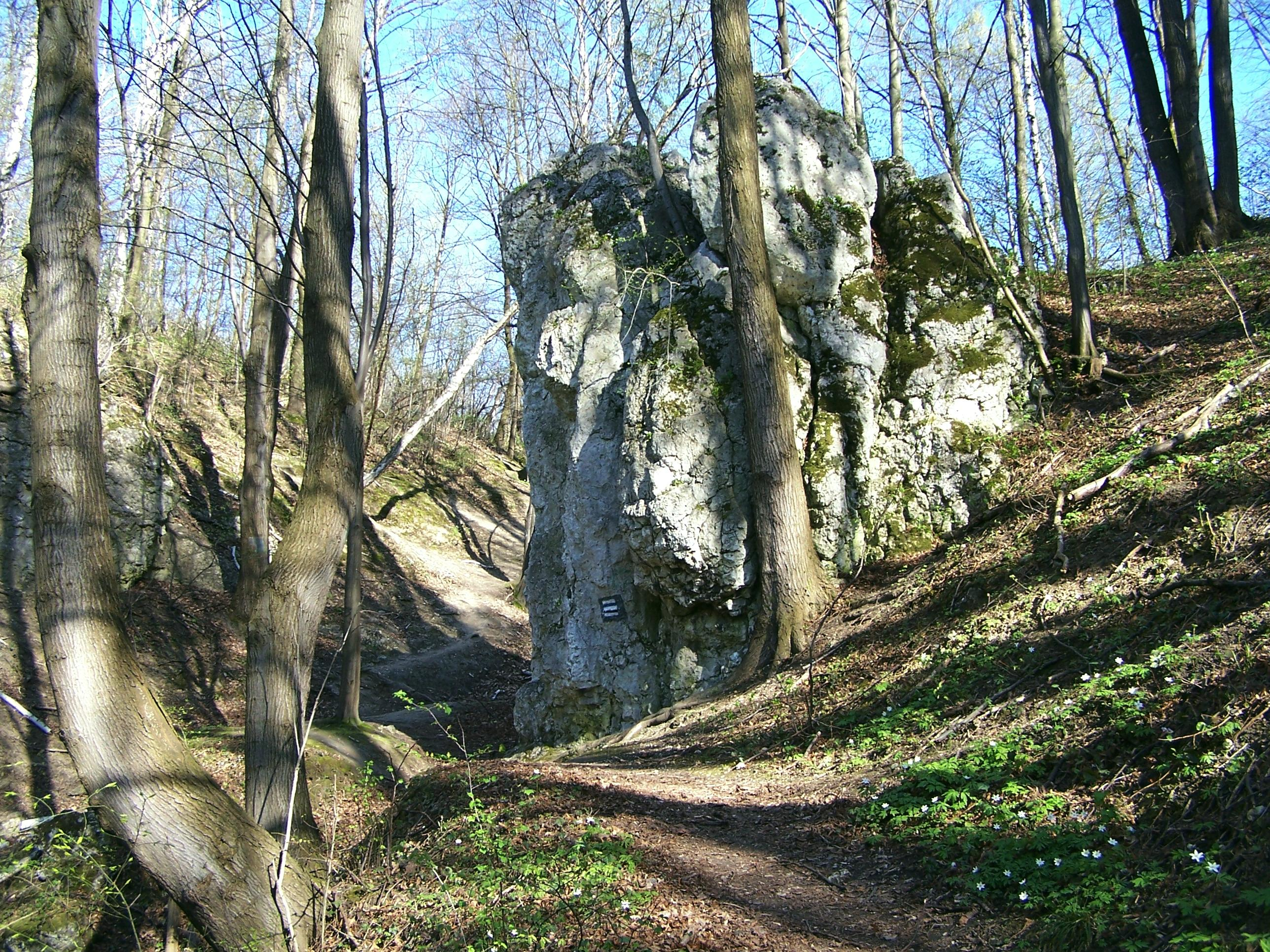
Rogata Turnia
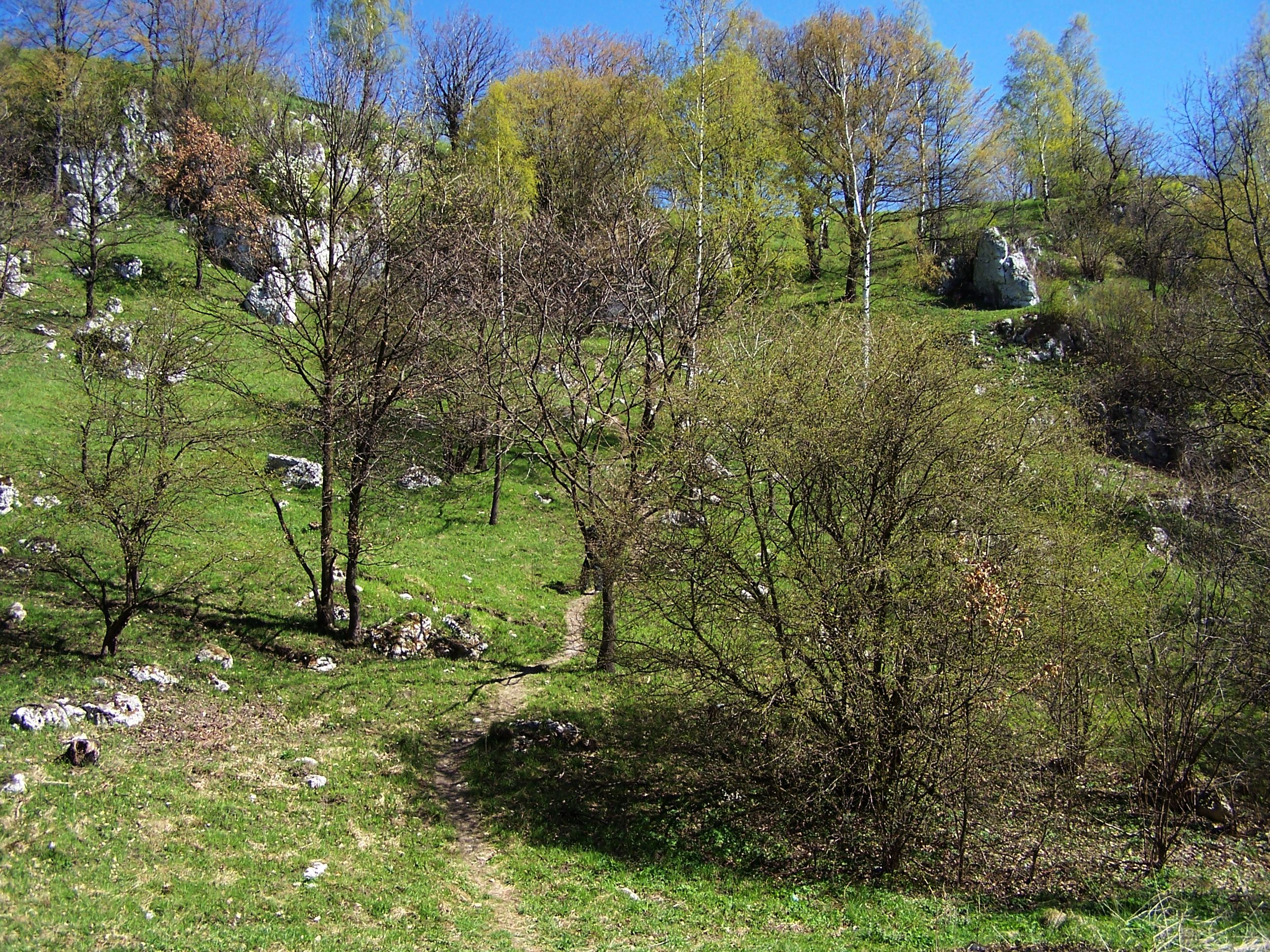
Zbocze wschodnie w górnej części doliny
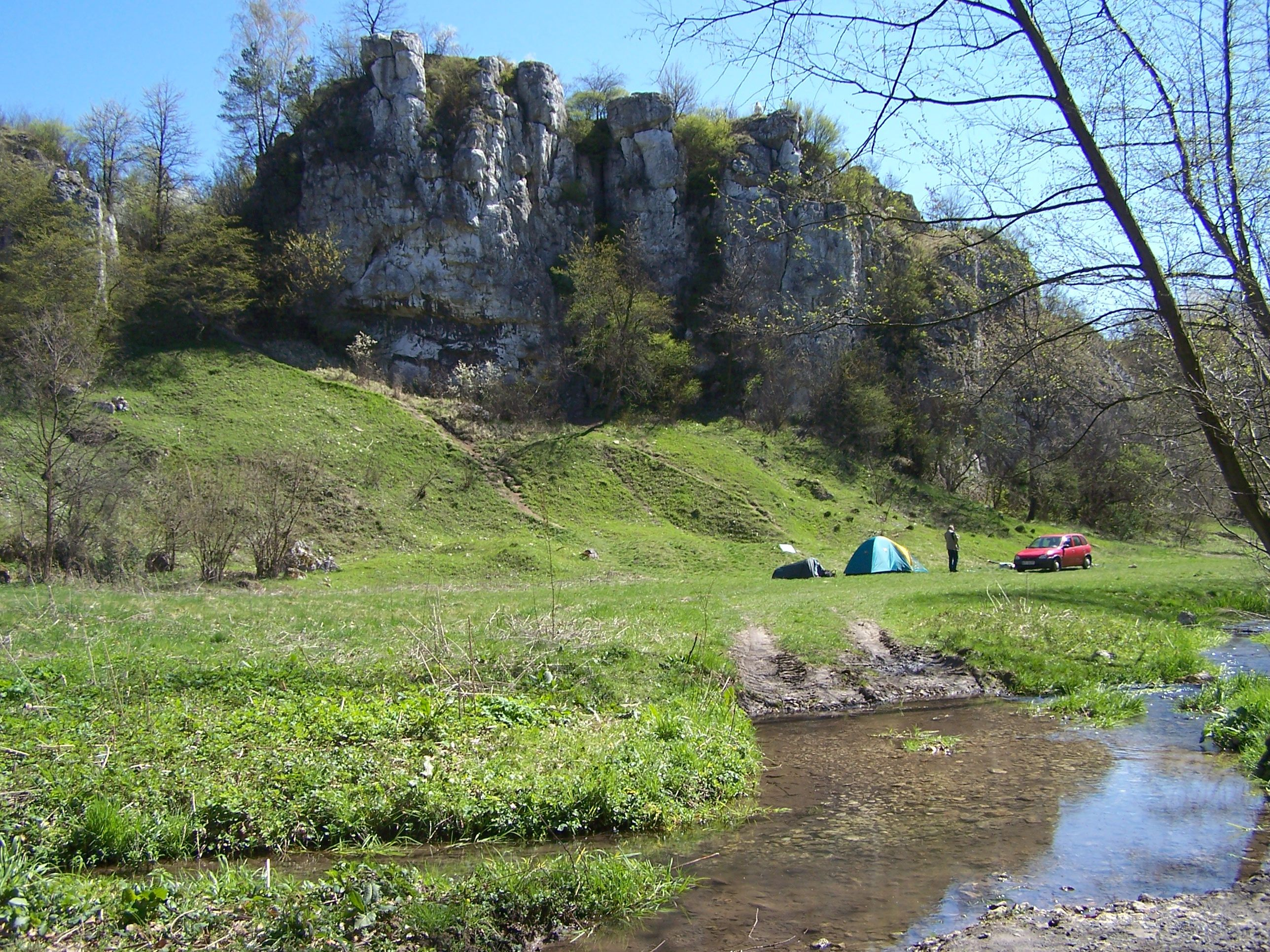
Skały Zamkowe

## Szlaki turystyczne
– czarny z Modlnicy przez Tomaszowice i całą długość Dolinę Kluczwody do Jaskini Wierzchowskiej. (zlikwidowany po przegrodzeniu przez właściciela wejścia do Doliny Kluczwody od strony miejscowości Gacki)
 – niebieski z Bolechowic przez Gacki, Dolinę Kluczwody do Prądnika Korzkiewskiego.

## Szlaki rowerowe
– zataczający pętlę szlak z Bolechowic przez Zelków, górną część Doliny Kluczwody, Wierzchowie, Bębło, Dolinę Będkowską (w dół), Łączki, Kobylany, Dolinę Kobylańską (w górę), Krzemionkę, Dolinę Bolechowicką (w dół) do Bolechowic.
 – z Ojcowskiego Parku Narodowego przez Czajowice i górną część Doliny Kluczwody do Jaskini Wierzchowskiej.